# Éditions Albin Michel
Pour les articles homonymes, voir Albin Michel et Michel.
Les éditions Albin Michel sont un groupe éditorial français indépendant, fondé en 1902 par Albin Michel et dirigé par Francis Esménard, président du conseil de surveillance. En 2018, ce groupe fait partie des dix plus gros éditeurs français.

## Historique

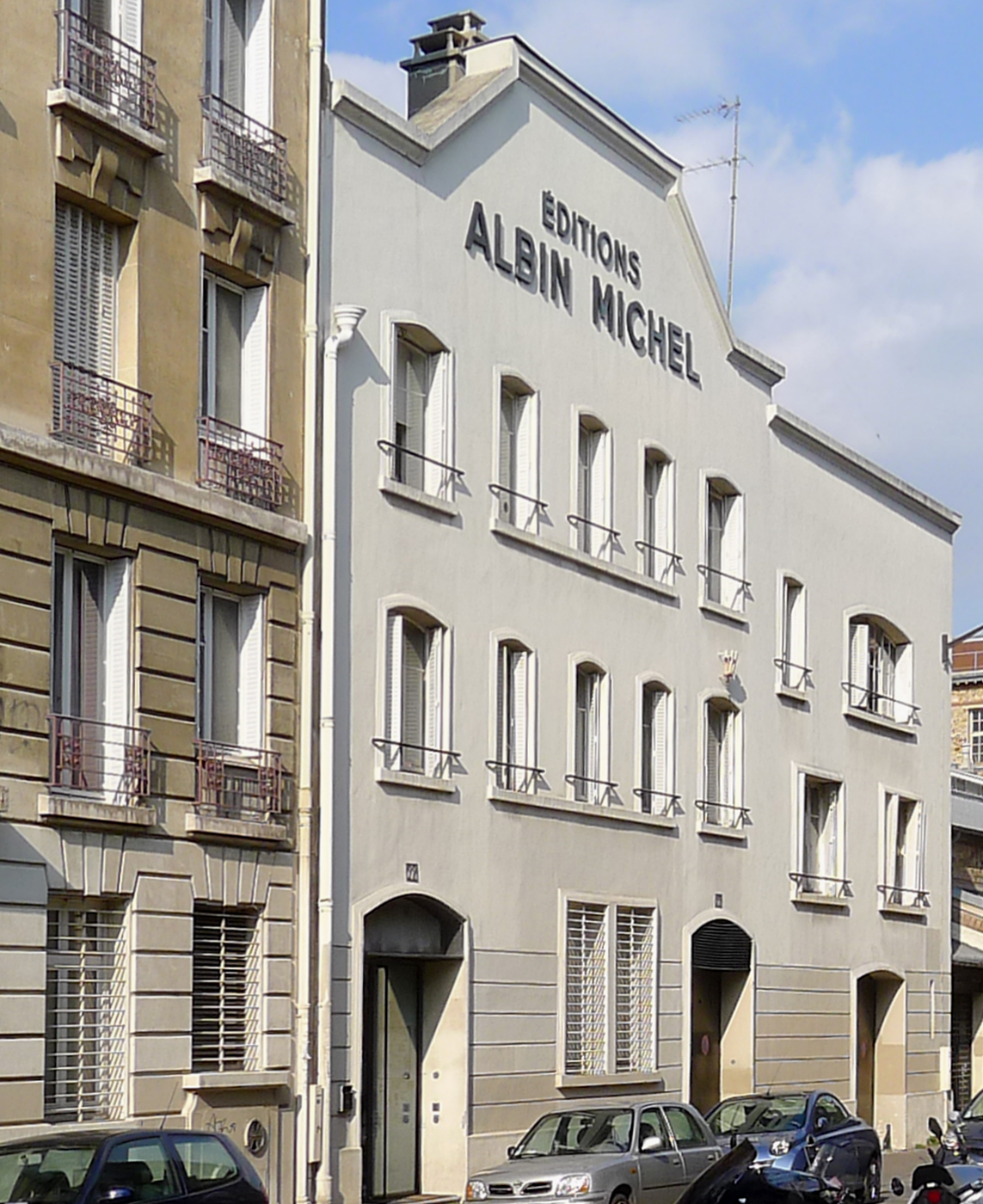
Siège au no 22 de la rue Huyghens (Paris).

Le 21 janvier 1902 à Paris est signé entre Albin Michel, éditeur, et Félicien Champsaur, le premier livre portant cette marque, il s'agit du roman L'Arriviste, qui sort en mai suivant et connaît le succès, avec des dizaines de milliers d'exemplaires vendus. Ancien gérant d'une librairie « Flammarion et Vaillant » située avenue de l'Opéra, Albin Michel venait de passer alors à son compte, ouvrant sa propre librairie de détail avec Adolphe Forgeot à Paris, puis une autre à Bordeaux,.
En octobre 1904, en accord avec Flammarion, qui garde la propriété des œuvres de Georges Courteline, Albin Michel lance une collection dont un volume paraîtra chaque semaine, « Les Œuvres de Georges Courteline » à 30 centimes pièce ; c'est en réalité du cahier broché tiré sur rotative, technique similaire à celle du fascicule de presse, qui permet d'abaisser le prix unitaire et cibler ainsi le plus grand nombre. La maison lance ensuite la collection le « Roman-succès à 0,95 centimes », s'imposant sur ce créneau du livre bon marché.
En 1910, la société installe ses bureaux au 22 rue Huyghens. La maison d'édition s'ouvre à la littérature jeunesse dans les années 1910 dans le but de diversifier ses publics.
En juillet 1912, elle lance un premier magazine, Le Bon-Point amusant. Journal des enfants bien élevés. Durant la Première Guerre mondiale, elle rachète ses premiers fonds d'éditeurs (La Librairie universelle de Henri Letellier, la Librairie Geisler), puis décroche en 1917 le prix Goncourt avec La Flamme au poing d'Henry Malherbe. À compter de 1920, la maison connaît une forte croissance avec le succès de L'Atlantide de Pierre Benoit, un best-seller de l'époque. En 1921 et 1922, nouveaux prix Goncourt avec Batouala de René Maran, puis avec deux romans d'Henri Béraud.

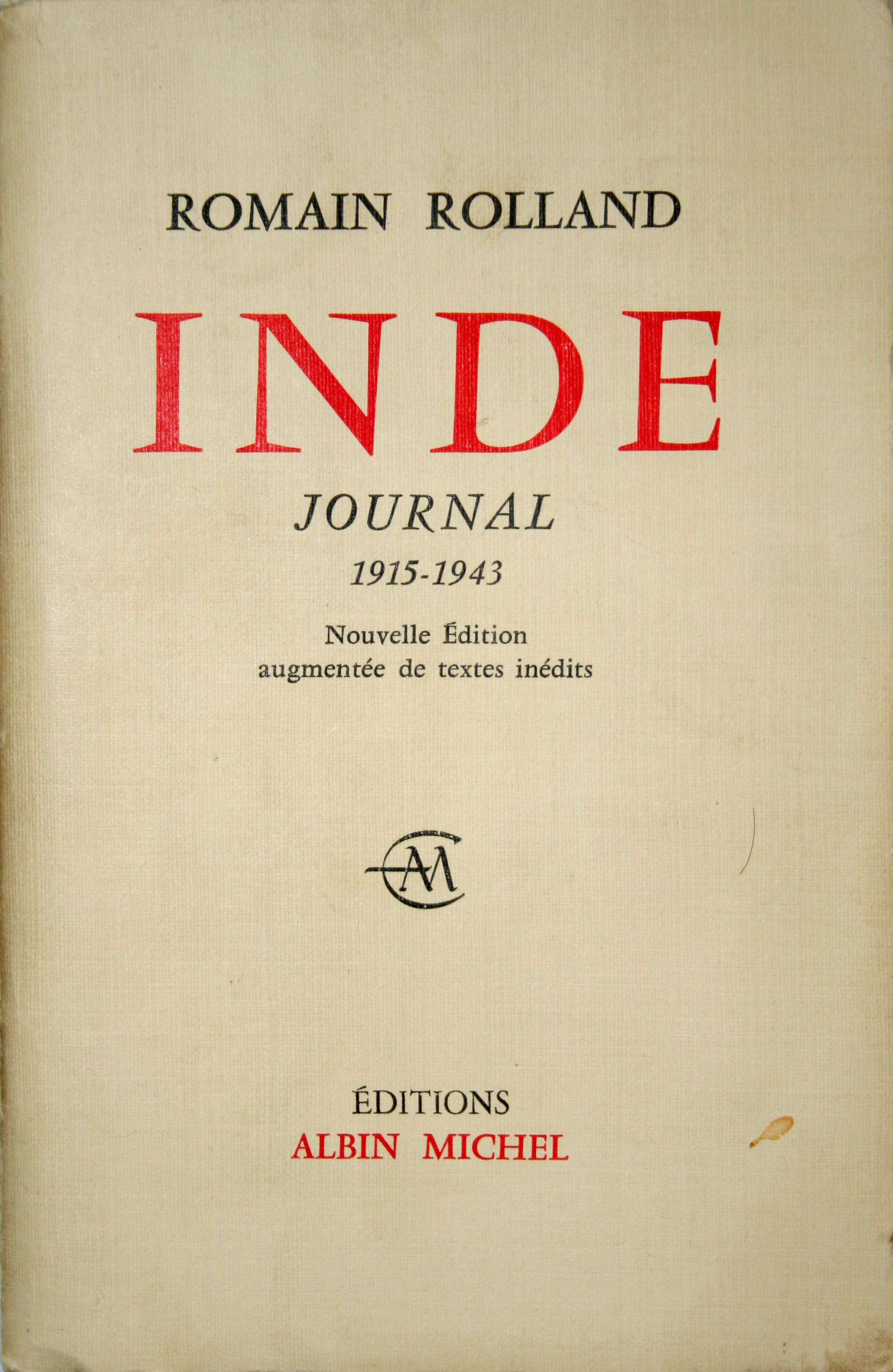
Inde, Journal 1915-1943, par Romain Rolland (1960).

En février 1924, Albin Michel rachète une partie du fonds Ollendorff, et Maurice de Bigault de Casanove (mort en janvier 1941) devient directeur littéraire.
En 1972, Henry Bonnier devient directeur littéraire à la place de Robert Sabatier.
En 1977, création de la société Le Grand Livre du mois, en partenariat avec le Club français du livre et les éditions Robert Laffont. En mars 1981, création du département Albin Michel Jeunesse ; en novembre 1982, la maison relance L'Écho des savanes.
Parmi les autres auteurs que cette maison a contribué à faire connaître et qui lui ont apporté le succès figurent durant l'entre-deux-guerres Romain Rolland, Henri Barbusse, Roland Dorgelès, Henri Pourrat, puis, après 1945, Vercors, Robert Sabatier, et à la fin du XXe siècle, Didier Van Cauwelaert, Éric-Emmanuel Schmitt, Patrick Cauvin, Yasmina Reza, Bernard Werber, Amélie Nothomb. Parmi les auteurs étrangers traduits, on trouve entre autres Daphne du Maurier, Mary Higgins Clark, Stephen King ou Thomas Harris.
Depuis 1992, Albin Michel publie environ 450 nouveautés par an (contre une centaine en 1967). Quatrième groupe d'édition français, ses auteurs se classent régulièrement parmi les meilleures ventes.
Début juillet 2021, Lise Boëll décide de quitter la maison d’édition après que celle-ci a annoncé qu'elle ne publierait pas le prochain livre d'Éric Zemmour. Avec des auteurs comme Éric Zemmour et Philippe de Villiers, elle avait, selon Le Monde, enchaîné les succès de librairie. Elle avait notamment publié le docteur Frédéric Saldmann (500 000 exemplaires avec son ouvrage Le meilleur médicament c'est vous !), l'oncologue David Khayat, le présentateur Stéphane Bern, l'essayiste Eric Naulleau, ces auteurs représentant 12 % à 13 % du chiffre d’affaires de la maison d'édition.
Le 2 janvier 2025, la Scor cède aux Éditions Albin Michel le groupe Humensis.

## Stratégie et gouvernance
Depuis les années 1920, Albin Michel s'est constitué en groupe éditorial, rachetant au fil des décennies des fonds de maison, s'associant avec d'autres, développant ses métiers, ajoutant à la littérature, le livre pratique, éducatif et universitaire, ainsi que la bande dessinée, etc. Le groupe contrôle également depuis 1982 sa distribution-diffusion et possède un réseau de librairies, ce qui lui permet de maintenir son indépendance et de préserver l'un des principaux relais de diffusion des livres.
Ainsi, début 2014, Albin Michel lance une nouvelle stratégie d'acquisition en se portant acquéreur de sept librairies (Paris, Châlons en Champagne, Limoges, Orléans, Besançon, Sarreguemines et Lorient) du réseau Chapitre.

### Gouvernance
Les présidents ont été Albin Michel (1873-1943), puis, à partir de 1944, Robert Esménard, son gendre, qui, à sa mort en 1988, a transmis la maison à Francis Esménard, petit-fils du fondateur.
C'est la société holding Huyghens de participations qui contrôle le groupe actionnarial, avec à sa tête Francis Esménard, et Daphné Esménard Luciani, nommée en avril 2025, directrice générale.

## Groupe Albin Michel

### Littérature et pratique
- Éditions Albin Michel ;
- Éditions Horay ;
- Librairie générale française (à hauteur de 40 %) ;
- Jouvence (à hauteur de 30 %) ;
- Éditions Leducs (à hauteur de 94 %).
- Akata racheté par les Éditions Leducs en été 2022, qui publie des manga.

### Scolaire, universitaire et sciences
- Delagrave ;
- De Boeck Supérieur (racheté à Ergon Capital) ;
- Humensis
- La Librairie des écoles (à hauteur de 50 %) ;
- Magnard-Vuibert.

### Diffusion-distribution
- Dilisco ;
- Édulib (à hauteur de 50 % du capital) ;
- Adilibre.

### Librairies
- SNC Besançon Lire ;
- SNC Chalons Lire ;
- SNC Limoges Lire ;
- SNC Lorient Lire ;
- SNC Orléans Lire (Librairie nouvelle d'Orléans) ;
- SNC Paris Lire ; (Librairie Albin Michel, 75006)
- SNC Sarreguemines Lire.

### Autres fonds rachetés
- 1924 : Société d'éditions littéraires et artistiques (fonds Ollendorff) ;
- 1978 : Éditions Libres-Hallier ;
- 1990 : Ipomée ;
- 1997 : SEDRAP (Société d'édition et de diffusion pour la recherche de l'action pédagogique), revendu en 2008 à Averbode[12] ;
- 2005 : Éditions De Vecchi (revendu en 2012) ;
- 2011 : Casteilla ;
- 2011 : Dervy (revendu en 2011).

## Collections généralistes
Collections disparues :
- « Le Roman-succès », créée en 1909 ;
- « Le Roman littéraire », créée en 1917, sous la direction d'Henri de Régnier ;
- « Mon Petit Roman », créée en 1919 ;
- « Mes petits feuilletons », et « Contemporaine collection », créées en 1920 ;
- « Cosmos », créée en 1921 ;
- « Les Grandes Traductions », créée en 1922 sous le nom « Les Maîtres de la littérature étrangère » ;
- « Parisienne-Collection » ;
- « L'Évolution de l'humanité », fondée par Henri Berr, reprise en septembre 1936 ; en format poche à partir de 1968 ;
- « Albin Michel Science-fiction » (1968-1974) ;
- « Super-Fiction » (1975-1983) ;
- « Super+Fiction » (1977-1984).

Collections en cours :
- « Spiritualités vivantes », créée en 1946, dirigée par Jean Herbert, puis Marc de Smedt, puis Jean Mouttapa ;
- « Présences du judaïsme » , créée en 1958 ;
- « Lettre ouverte… », créée en 1966 ;
- « Spécial suspense », créée en 1980 ;
- « Bibliothèque Idées », créée en 1986, dirigée par Hélène Monsacré ;
- « Bibliothèque Histoire » ;
- « Terres d'Amérique » ;
- « Terres indiennes » ;
- « Latitudes » ;
- « Le Square » ;
- « Wiz », créée en 2002 (cf. ci-dessous) ;
- « #AM » ;
- « L'Islam des Lumières », créée en 2003, dirigée par Jean Mouttapa et Rachid Benzine ;
- « Carré jaune », créée en 2005 ;
- « Planète Inde », créée en 2007, dirigée par Jean Mouttapa et Ysé Tardan-Masquelier ;
- « Albin Michel Imaginaire », créée en 2017, dirigée par Gilles Dumay[18].

## CollectionWiz
La collection Wiz est une collection dédiée à la littérature d'enfance et de jeunesse commencée en 2002 par les éditions Albin Michel,.
Dirigée initialement par Anne Michel, cette collection propose beaucoup d'ouvrages relevant des littératures de l'imaginaire. Parmi les auteurs publiés, la génération confirmée (Robert McCammon, Clive Barker, Neil Gaiman, Jonathan Stroud…) côtoie la nouvelle garde (Rick Riordan, Melissa de la Cruz, Meg Cabot…). En 2006, Shaïne Cassim prend la direction de la collection.

## Critique[style à revoir]
Le journal Le Monde qualifie en 2016, la maison d'édition de « vitrine de la droitisation de la société française », à cause de la publication de nombreux auteurs controversés comme Éric Zemmour ou Philippe de Villiers. En juin 2021, alors que le directeur général d’Albin Michel, Gilles Haéri, confirme qu'il ne publierait pas l'éditorialiste de Face à l'info[Lequel ?], ce dernier assigne la maison d'édition en justice pour « résiliation fautive de contrat »,.

### Fonds d'archives
- Fonds : Albin Michel (1905-2007) [11 100 imprimés ; 2 994 boîtes].  Cote : 273ALM/. Saint-Germain-la-Blanche-Herbe (Calvados) : Institut mémoires de l'édition contemporaine (IMEC) (présentation en ligne).